# 6595 Munizbarreto
6595 Munizbarreto este un asteroid din centura principală de asteroizi.

## Descriere
6595 Munizbarreto este un asteroid din centura principală de asteroizi. A fost descoperit pe 21 august 1987 la Observatorul La Silla de Eric Walter Elst. El prezintă o orbită caracterizată de o semiaxă mare de 2,43 ua, o excentricitate de 0,15 și o înclinație de 5,4° în raport cu ecliptica.